# Tratado sino-japonés de amistad y comercio

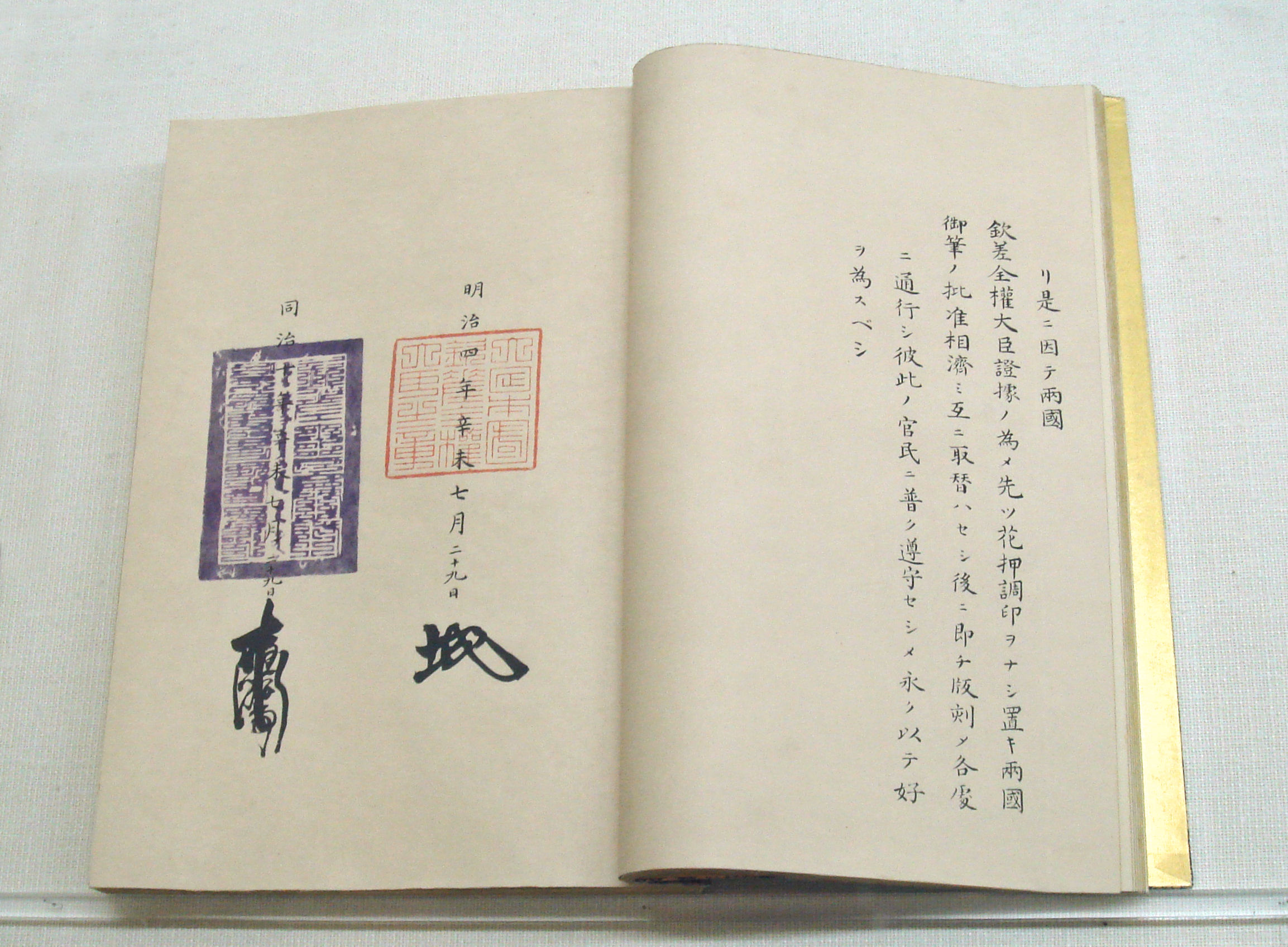
El tratado.

El Tratado sino-japonés de amistad y comercio (Nisshin shūkō jōki (日清修好条規); chino simplificado: 中日修好条规; chino tradicional: 中日修好條規; pinyin: Zhōngrì Xiūhǎo Tiáoguī) fue el primer tratado entre Japón y la dinastía Qing de China . Fue firmado el 13 de septiembre de 1871 en Tientsin por Date Munenari y el Plenipotenciario Li Hongzhang.
El tratado garantizaba los derechos judiciales de los cónsules y fijaba aranceles comerciales entre los dos países.
El tratado fue ratificado en la primavera de 1873 y se aplicó hasta la Primera guerra sino-japonesa, que condujo a una renegociación que culminó con el Tratado de Shimonoseki.